# ミワ商店
株式会社ミワ商店（ミワしょうてん）は、香川県三豊市に本社、仲多度郡多度津町に本店を置き、香川県内にてスーパーマーケット「ピカソ」を運営している企業。クスリのアオキホールディングスの完全子会社。

## 概要
スーパーマーケットの「ピカソ」を多度津店・詫間店・浜田店・三野店・こんぴら街道店の5店舗展開している。
多度津店・詫間店・浜田店・三野店の4店舗は、以前はフランチャイズ契約により中四国にて株式会社マルナカ・株式会社山陽マルナカ（現フジ）が運営していたスーパーマーケット「マルナカ」の屋号で営業していたが、2社のイオンによる子会社化に伴うPOSシステムの入れ替えが決まったのを機に契約を終了、独立し現在の屋号で営業している。
スローガンは「あしたは、もっと、おいしく」。屋号の「PICASO」はPrice、Impression、Clean、Attractive、Select、Onlyの頭文字を並べたものである。

## 沿革
出典：
- 1948年3月 - ミワ洋服店創業。
- 1972年5月 - スーパーミワ開店。
- 1974年12月 - マルナカとフランチャイズ契約締結。
- 1974年12月～1987年9月 - マルナカ多度津店、詫間店、詫間浜田店、三野店を開店。
- 2003年10月 - 有限会社ミワ商店から株式会社ミワ商店へ変更。
- 2010年5月 - マルナカ詫間店を旧店舗の向かい側へ移転し開店。
- 2013年
  - 2月 - マルナカとのフランチャイズ契約終了。
  - 3月 - 屋号をピカソに転換。
- 2016年7月 - カマタマーレ讃岐とスポンサー契約締結。
- 2020年11月26日 - ピカソ転換後初の新規出店となる、「ピカソこんぴら街道店」をオープン[4]。
- 2025年6月2日- クスリのアオキホールディングスの完全子会社になる。[5]。

## 店舗

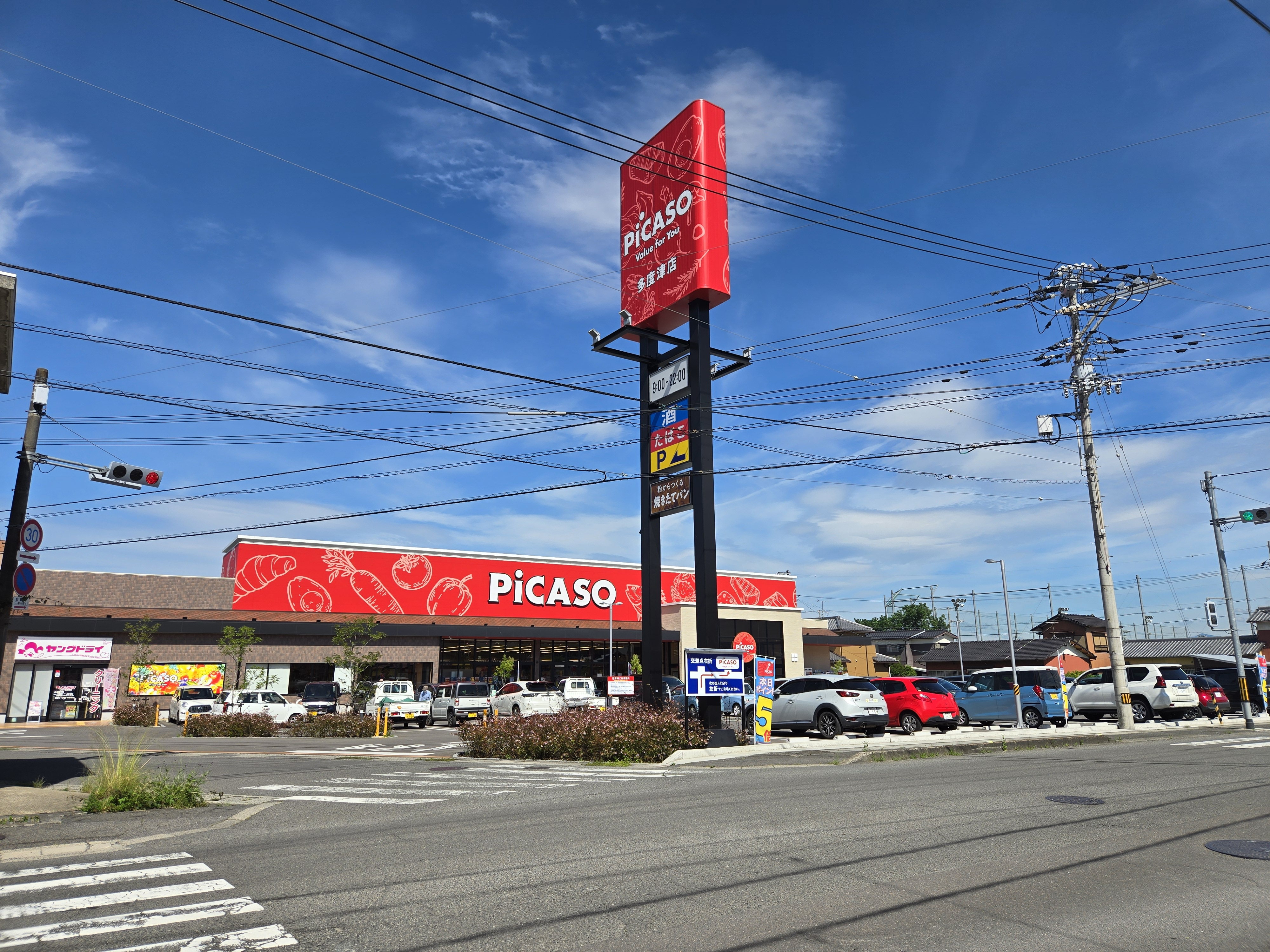
ピカソ多度津店

- ピカソ多度津店多度津店 - 2024年4月30日に、マルナカ時代の建物（2023年6月17日営業終了）から建て替えリニューアルオープンしている[6]。

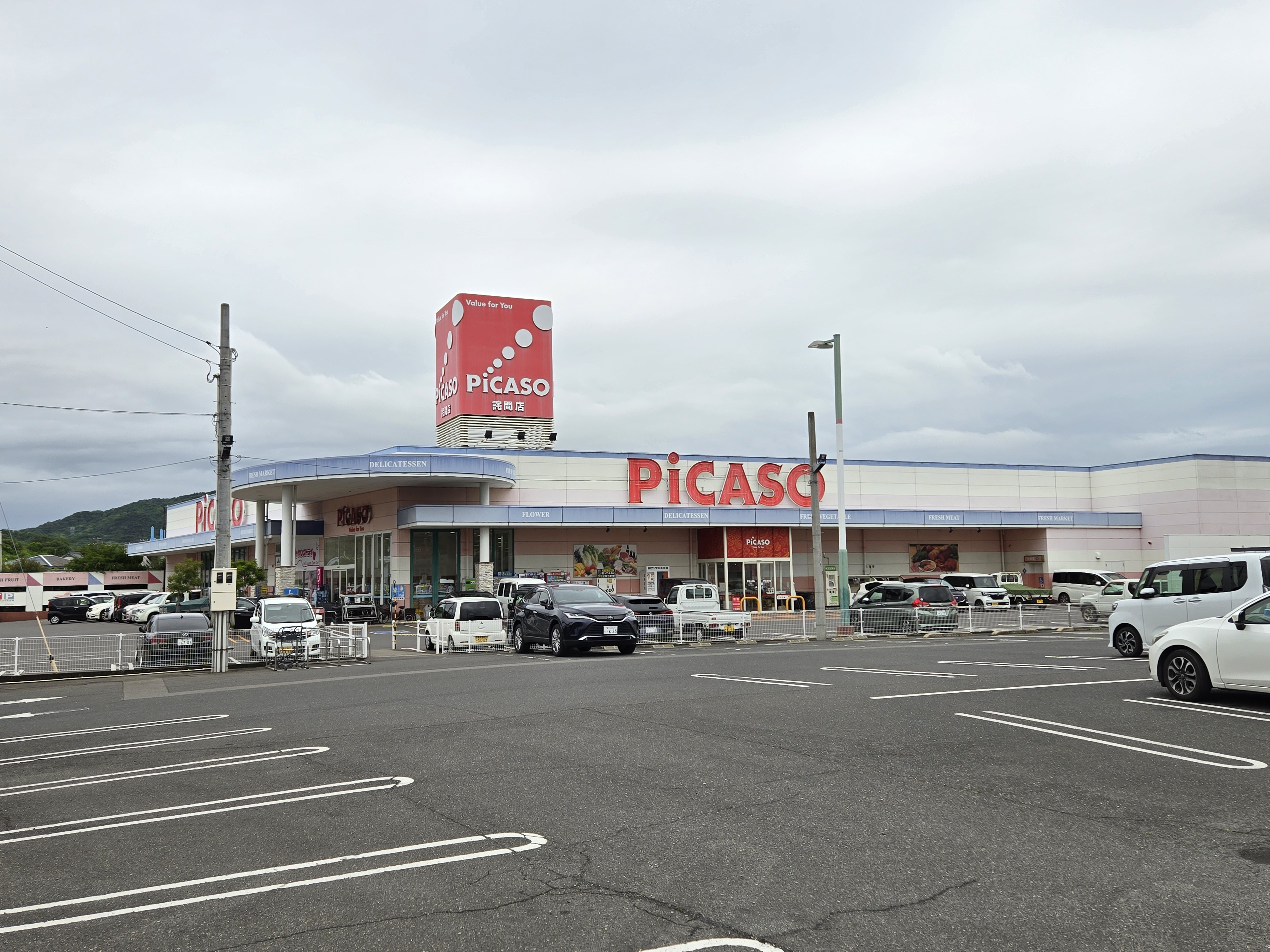
ピカソ詫間店

- ピカソ詫間店詫間店 - 2010年5月に、旧店舗から香川県道21号線をはさんだ瀬戸内海側にマルナカ詫間店として移転オープンしている。

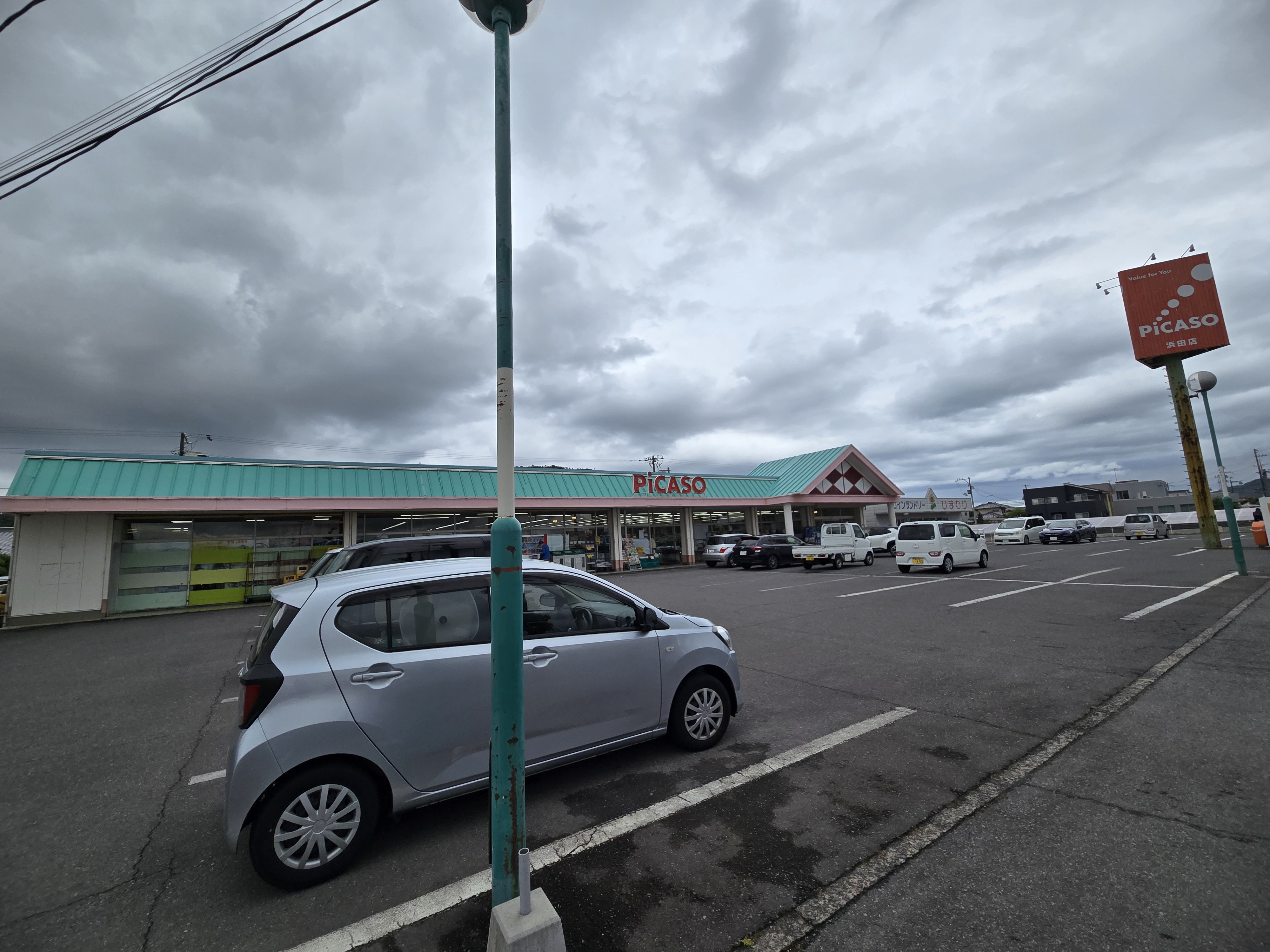
ピカソ浜田店

- ピカソ浜田店浜田店

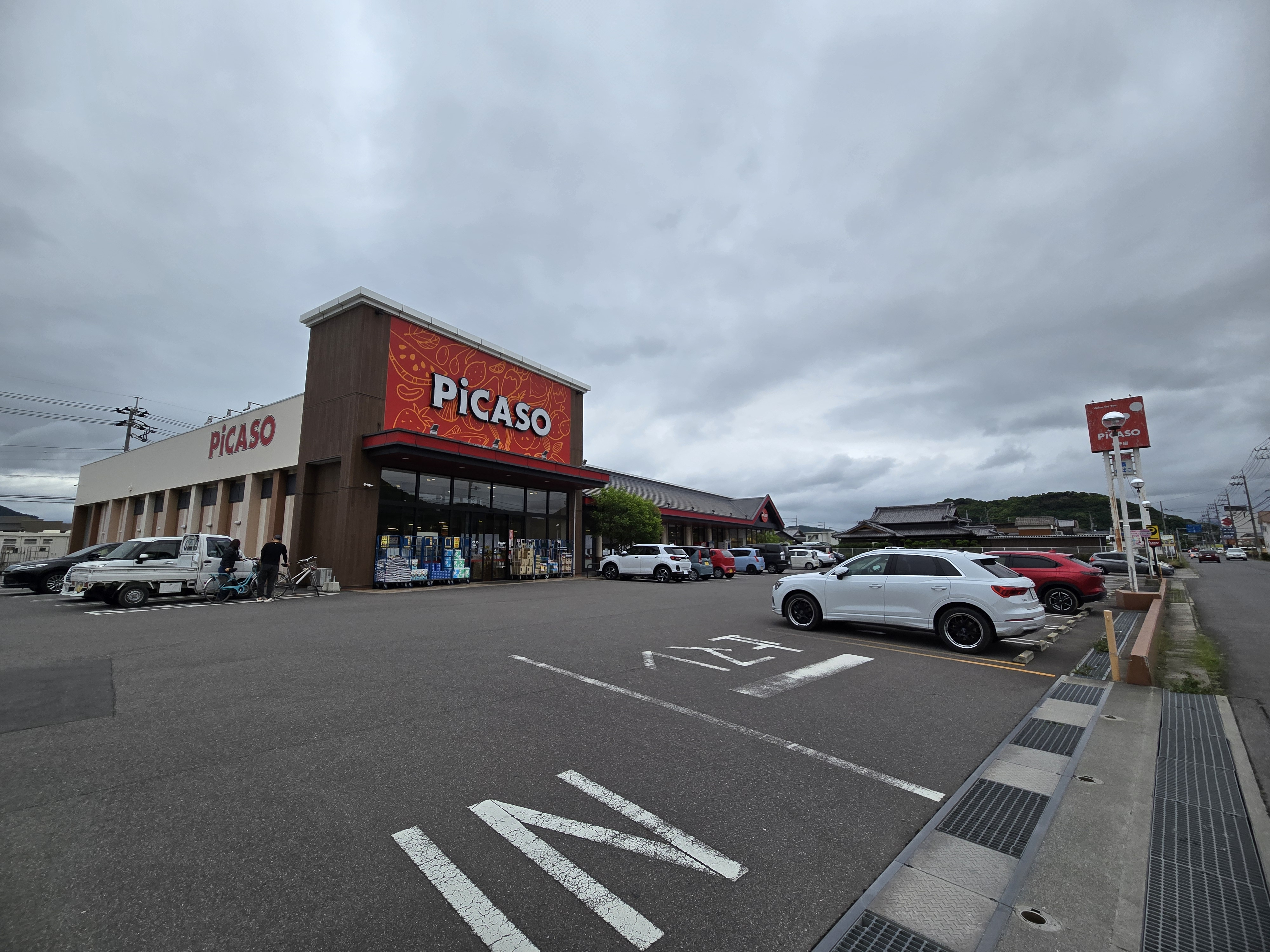
ピカソ三野店

- ピカソ三野店三野店 - 2017年3月に、マルナカ時代の建物を増床しリニューアルオープンしている。
- こんぴら街道店[4]